# Making Babies (película de 2018)
Making Babies es una película dirigida por el director Josh F. Huber . El filme lo protagonizan los actores Eliza Coupe, Steve Howey, Ed Begley Jr., Glenne Headly and Bob Stephenson.

## Reparto
- Eliza Coupe como Katie Kelly
- Steve Howey como John Kelly
- Ed Begley Jr. como Dr. Remis
- Glenne Headly como Bird
- Bob Stephenson como Gordon
- Elizabeth Rodríguez como Maria
- Jennifer Lafleur como Danica
- Jon Daly como Caesar
- Laird Macintosh como Officer Powers
- Heidi Gardner como Meg
- Eric Normington como Brad
- Pam Cook como Nurse Virginia
- Ericka Kreutz como Nurse Bartlett
- Juston Street como Kenny
- Joanie Searle como Peyton
- Julie Wittner como Dr. Hope